# Základní a mateřská škola Lyčkovo náměstí
Základní škola a mateřská škola, Praha 8, Lyčkovo náměstí 6 je veřejná základní a mateřská škola v pražském Karlíně. Jedná se o fakultní školu Pedagogické fakulty UK. Od roku 2019 je jejím detašovaným pracovištěm také ZŠ Pernerova, do jejíž budovy přesídlila část mateřské školy již v roce 2016. Zřizovatelem je Městská část Praha 8.

## Základní škola
V základní škole na Lyčkově náměstí je 27 tříd. 14 tříd je na prvním stupni a 13 na druhém. Jednotlivé třídy obvykle navštěvuje do 25 žáků. Detašované pracoviště v Pernerově ulici je určeno jen pro první stupeň ZŠ a jeho třídy mají obvykle do 20 žáků. V obou budovách se nachází také jedna přípravná třída o 10-15 dětech.
Lyčkovo náměstí má vlastní vzdělávací program zvaný Smysluplná škola. Mimo výuku studentům nabízí možnost trávit volný čas ve školní družině, školním klubu a na odpoledních kroužcích pořádaných společně s DDM hl. m. Prahy. Pravidelně se také zapojuje do různých projektů, jako je např. Erasmus+ a Mezinárodní cena vévody z Edinburghu.

## Detašované pracoviště v Pernerově ulici
Po rekonstrukci celé budovy se 2. září 2019 otevřely dveře novým prvňákům.

## Mateřská škola
Dvě třídy mateřské školy sídlí na Lyčkově náměstí a čtyři v Pernerově ulici. Jejich celková kapacita činí 142 dětí. MŠ na Lyčkově náměstí vlastní kuchyň a jídelnu.
Mateřská škola pracuje podle modelového projektu Škola podporující zdraví.

## Historie

### Založení školy
Z kapacitních důvodů bylo rozhodnuto v Karlíně, který po dlouholetém úsilí v roce 1903 dosáhl statutu města, postavit na pozemcích zrušené střelnice poblíž Invalidovny novou školu. Byla tedy vypsána architektonická soutěž a mezi lety 1904-1906 vyrostla na nově vzniklém Riegrově náměstí (dnes Lyčkově) secesní budova, ve které se usídlila II. obecná škola chlapecká, dívčí, měšťanská a mateřská. 30. září 1906 školu slavnostně vysvětil pražský arcibiskup Lev Skrbenský z Hřiště a 16. dubna 1907 do jejích prostor v rámci své návštěvy Karlína zavítal císař František Josef I. Prvními řediteli školy byli Antonín Mojžíš a Alois Vávra.

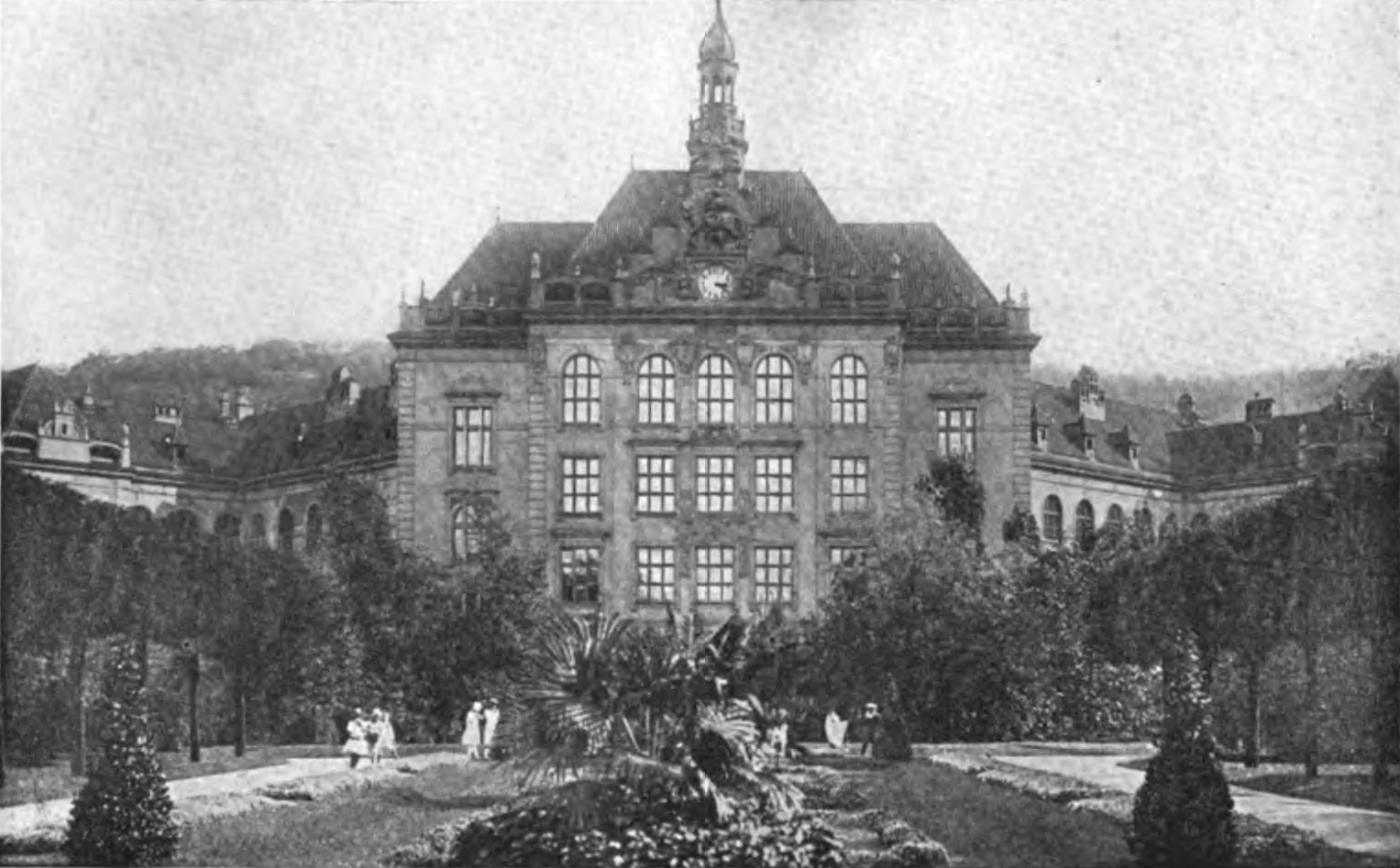
Škola na Lyčkově náměstí v roce 1917

### 1. světová válka a vznik Československa
V průběhu 1. světové války byl v části budovy zřízen vojenský lazaret Červeného kříže. Nedlouho po konci války a vzniku Československa se v roce 1922 s celým Karlínem stala součástí Prahy.

### 2. světová válka
19. listopadu 1939 byla budova zabrána nacisty a několik následujících let se v ní zpracovávala kůže. Žáci byli kvůli tomu přeřazeni do jiných škol. V letech 1940-1945 se navíc Riegrovo náměstí jmenovalo Erbenovo. Na konci 2. světové války byla budova školy v dezolátním stavu, ale učitelům se již během necelého měsíce podařilo ji znovu připravit na výuku. Po válce bylo Riegrovo náměstí přejmenováno na Lyčkovo, na počest MUDr. Břetislava Lyčky, který v Karlíně v období Protektorátu působil a v květnu roku 1942 ošetřoval parašutisty Jozefa Gabčíka a Jana Kubiše po atentátu na Reinharda Heydricha.

### Období totality
V době komunistického režimu v školu ovlivnili změny české vzdělávací soustavy. Koncem 50. let v budově sídlila jedenáctiletá střední škola a později také základní devítiletá škola, kde se prověřovalo nové pojetí výuky matematiky.

### Po roce 1989
V 90. letech se škola profilovala jako škola s rozšířenou výukou výtvarné výchovy a roku 1994 získala status fakultní školy Pedagogické fakulty Univerzity Karlovy.

### Povodně roku 2002
Při povodních roku 2002 bylo sklepení, přízemí a zvýšené přízemí školy zatopeno vodou. Zcela zničeno bylo např. vybavení mateřské školy, tělocvična, knihovna, sklad učebnic, počítačová pracovna, školní družina i školní archiv, který byl před povodní vystěhován ze sklepa do zvýšeného přízemí. Celková škoda byla odhadována na 40 mil. českých korun. S pomocí příspěvků a darů se školu podařilo obnovit. 

### Současnost
Od roku 2004 škola realizuje vlastní vzdělávací program Smysluplná škola, díky němuž byla reforma na škole zahájena dříve, než to školám uložil zákon. Zapojila se také do různých projektů, jejichž příkladem může být Erasmus+ od roku 2015 či Mezinárodní cena vévody z Edinburghu od roku 2016. 2. září 2019 se nově nastupujícím prvňáčkům po rozsáhlé rekonstrukci otevřela také budova v Pernerově ulici, ve které od roku 2016 sídlí také čtyři třídy z mateřské školy. Ta od 1. 9. 2017 pracuje podle modelového projektu Škola podporující zdraví.

## Budova školy

### Výstavba
Stavební práce na secesní budově školy započaly v srpnu roku 1904 pod vedením firmy architekta Matěje Blechy. Autorem návrhu, podle kterého byla budova postavena, byl architekt Josef Sakař, přestože vypsanou architektonickou soutěž vyhrál Pavel Janák. Půdorys tvarem připomíná písmeno W, křídla jsou dvoupatrová, střední část má patra tři a celá stavba je podsklepená. Celkové náklady na koupi pozemku a výstavbu školy činily 951 375 korun a 50 haléřů.

### Exteriér

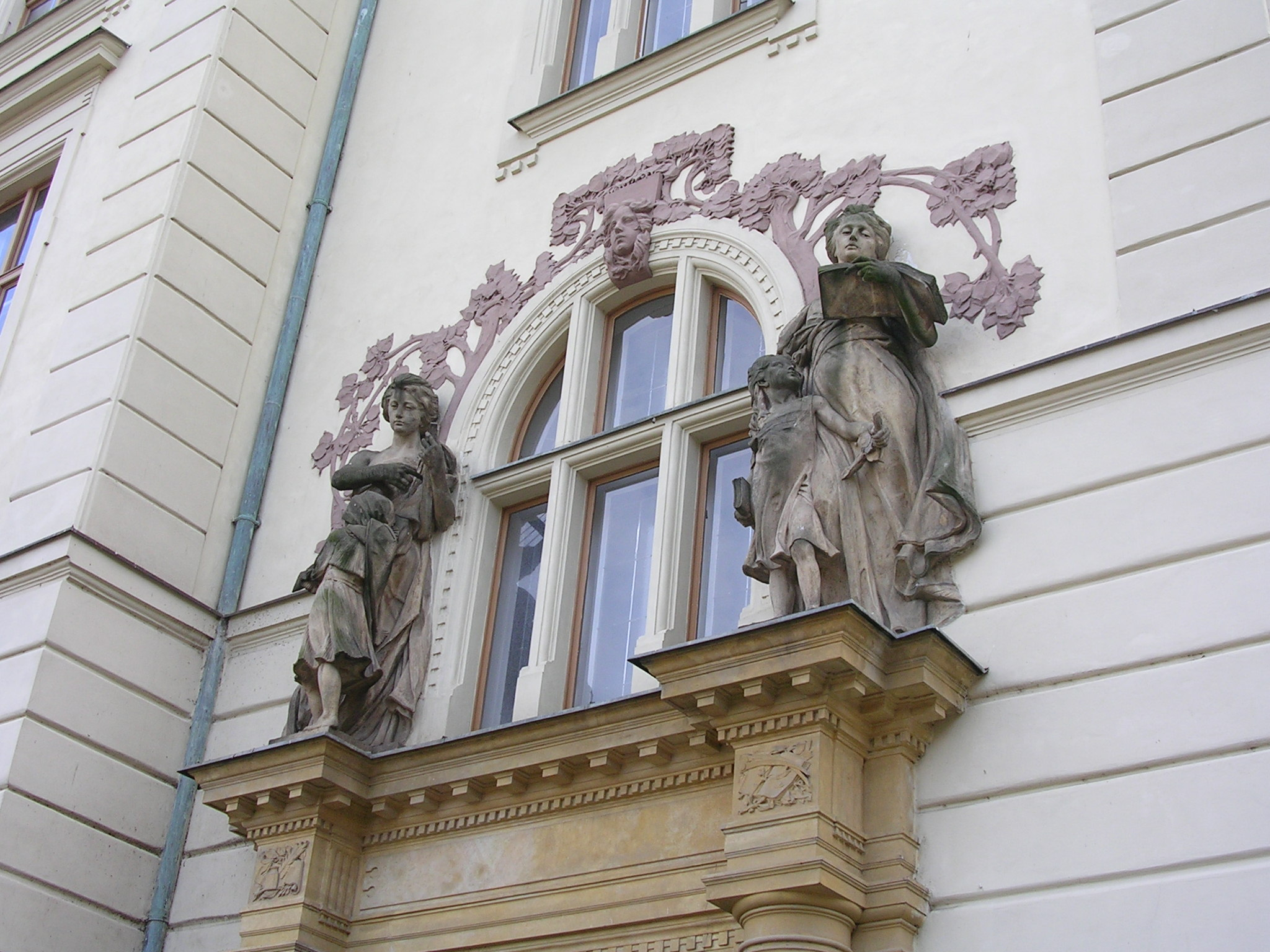
Sochy nad pravým vchodem ZŠ Lyčkovo náměstí

Hlavnímu střednímu štítu vévodí jezdecká socha sv. Václava s nápisem: „Sv. Václave, nedej zahynouti nám ni budoucím“ sochaře Karla Nováka. Ve střední části se nachází reliéf Jana Amose Komenského od sochařů Antonína Štrunce a Antonína Máry, kteří vytvořili také alegorické sochy po stranách portálů nad dvěma vchody, původně sloužícími k oddělení dívčí a chlapecké části školy. Další plastická výzdoba pochází z dílny karlínských štukatérů Václava Kuneše a Oldřicha Rákosníka. Dva velké freskovité obrazy na rizalitech bočních křídel, znázorňující smíření Jana Žižky s Pražany na Špitálském poli roku 1424 a korunovaci krále Ferdinanda Dobrotivého na Invalidovně roku 1834, společně s dvěma skupinami meziokenních fresek s motivy výjevů z dětského školního života, provázenými nápisy: „škola druhá matka sladká“, „zdravé tělo, zdravý duch“, „vlast poznej a miluj“ a „vědění poklad největší, co poznals k dobru užívej“, jsou dílem akademických malířů Karla Ludvíka Klusáčka a Jana Köhlera.

### Interiér
V době dokončení v srpnu roku 1906 škola sestávala z celkem 21 učeben, 4 oddělení mateřské školy, tělocvičny, lázní, slavnostní síně, 2 sboroven, 8 kabinetů, 2 ředitelských bytů a 2 bytů školníků a na jejích pozemcích se nacházel dvůr s hřištětem a dvě zahrádky před budovou. Všechny chodby, schodiště, záchody a část přízemí byly z požárních důvodů zaklenuty vesměs valenými klenbami se styčnými trojúhelnými výsečemi. V interiérech byly omezeny dekorativní prvky a došlo k zakulacení všech rohů a koutů, aby se zamezilo usazování prachu. Náčrtky a kartony pro bordury v učebnách vytvořil malíř Josef Wenig. V učebnách byly na podlahu použity vlýsky z různých druhů tvrdého dřeva a na chodbách lité terazzo. Pitnou vodu škola čerpala z vlastní studny, vytápěna byla, s výjimkou bytů, ústředním parním topením a ve všech místnostech bylo elektrické osvětlení.

## Školní média
V současnosti ve škole působí Mediální klub, který vytváří mediální výstupy ze školních i mimoškolních akcí. Hlavními výstupy jsou Školní televize Smysluplné školy, dříve ReflegsTV, Lyčkopis a Školní rádio.